# Hideichi Yoshioka
Hideichi Yoshioka (jap. 吉岡秀一 Yoshioka Hideichi; ur. 10 września 1914) – japoński zapaśnik walczący w stylu klasycznym. Olimpijczyk z Berlina 1936, gdzie zajął dziesiąte miejsce, w wadze piórkowej.

## Letnie Igrzyska Olimpijskie 1936
| Konkurencja          | Rundy eliminacyjne | Rundy eliminacyjne     | Rundy eliminacyjne  | Klas. końcowa |
| Konkurencja          | Przeciwnik I       | Przeciwnik II          | Przeciwnik III      | Miejsce       |
| -------------------- | ------------------ | ---------------------- | ------------------- | ------------- |
| 61 kg styl klasyczny | wolny los Z        | Einar Karlsson (SWE) P | Yaşar Erkan (TUR) P | III runda     |